# Bertolli (Marke)

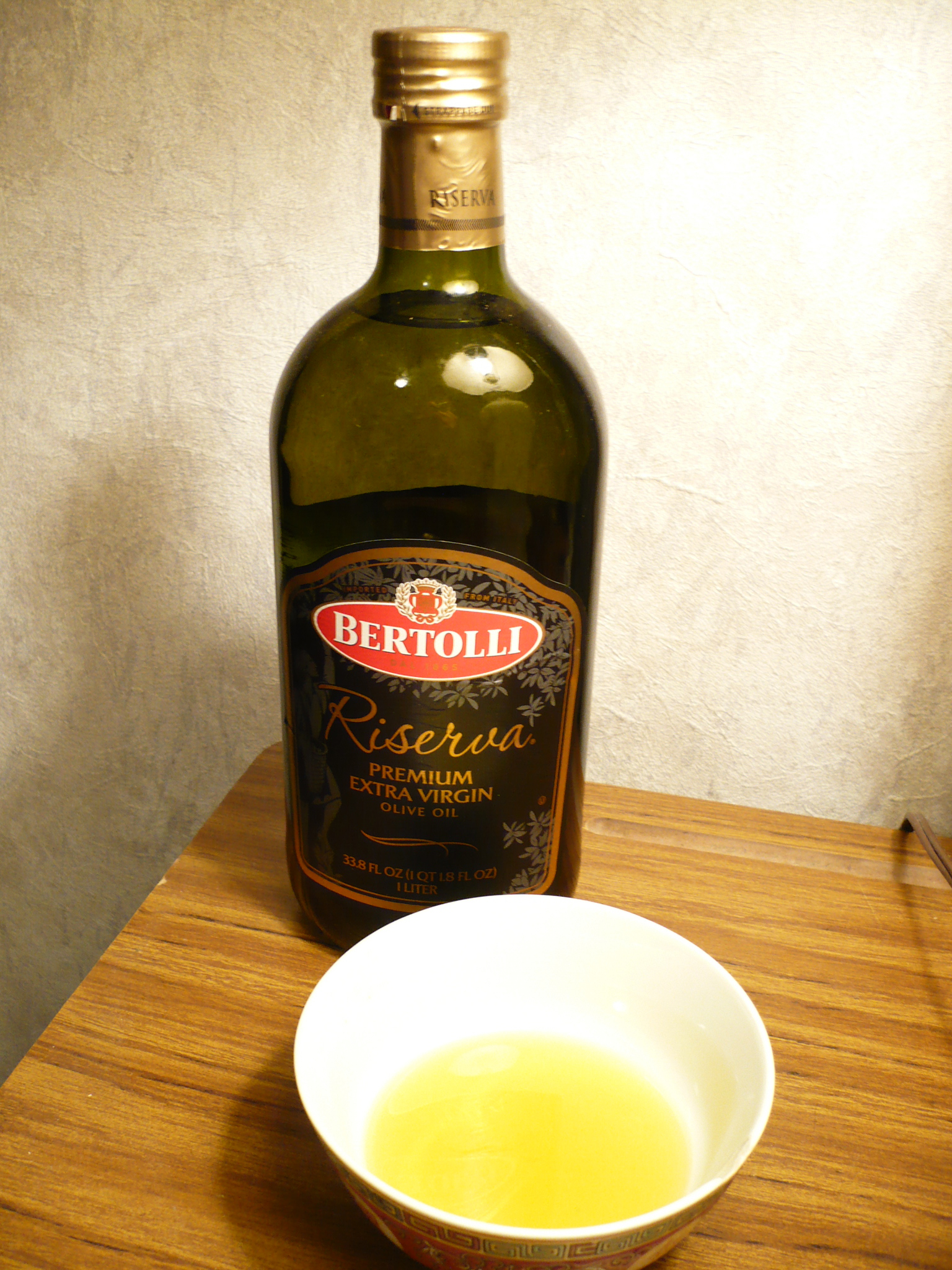
Olivenöl der Marke Bertolli

Bertolli ist eine Dachmarke für Teigwaren, Olivenöl und andere Lebensmittel. Sie wird vom Unilever-Konzern und anderen Unternehmen genutzt.

## Geschichte
Der Ursprung der Marke Bertolli liegt in einem Familienbetrieb in Lucca in der Toskana. Francesco Bertolli, Inhaber eines kleinen Lebensmittelgeschäftes, verkaufte dort 1865 erstmals Olivenöl. Italienische USA-Immigranten ließen sich dieses Öl in die USA nachschicken, wodurch sich der Absatzmarkt von Bertolli überraschend ausdehnte. 1963 wurde Bertolli durch Montecatini übernommen, ein Unternehmen, das drei Jahre später seinerseits vom Mischkonzern Montedison übernommen wurde. Durch den Kauf wurde Montedison führender Anteilseigner von Bertolli, verkaufte das Unternehmen 1972 aber weiter an die Società Meridionale di Elettricità (SME).
1994 erfolgte die Übernahme des Betriebes durch Van den Bergh, eine Unilever-Tochter in Italien. Im Jahr 2000 folgte der Einstieg von Bertolli in den deutschen Markt. Heute sind Bertolliprodukte in den USA, Kanada, Australien, Brasilien, weiten Teilen Europas sowie Koreas erhältlich. 
2008 verkaufte Unilever sein Olivenöl- und Essiggeschäft für 630 Millionen Euro an den spanischen Konzern Grupo SOS (2011 umbenannt in deOleo). Andere Bertolli-Produkte wie Margarine und Pastasaucen waren von dem Deal nicht berührt.
2012 veräußerte Unilever die Tiefkühlkost-Sparte von Bertolli an den US-Konzern ConAgra Foods. Im Mai 2014 verkaufte Unilever die nordamerikanischen Saucen- und Pastaaktivitäten der Marken Bertolli und Ragú für 2,15 Mrd. Dollar an das japanische Unternehmen Mizkan.

## Kritik
Unilever gewann 2006 – nebst der Dresdner Bank und Volkswagen – einen goldenen Effie für die effizienteste und wirksamste Werbe- und Kommunikationskampagne mit „Italian Gusto for Life“ für Bertolli.
2009 nominierte Foodwatch Unilever mit „Bertolli Pesto Verde“ für den „Goldenen Windbeutel“ für die dreisteste Werbelüge. Als Begründung gab Foodwatch an, dass „nur winzige Alibi-Mengen der beworbenen Zutaten Olivenöl und Pinienkerne […] im Pesto enthalten [sind] – tatsächliche Hauptbestandteile sind Cashewnüsse und pflanzliches Öl“.
Auch 2010 erhielt Unilever eine Nominierung für ein Bertolli-Produkt („Bertolli Gegrilltes Gemüse“). Grund hierfür war, dass Unilever die Rezeptur des Produktes angepasst hat und mit „verbesserter Rezeptur“ warb, gleichzeitig aber neu auch Hefeextrakt und ein nicht spezifiziertes Aroma einsetzte. Bertolli bestritt die Umstände nicht, behauptete aber, dass die neuen Rezepturen bei Blindverkostungen bessere Ergebnisse erzielt hätten.